# Aldo Loris Rossi
Aldo Loris Rossi (Bisaccia, 11 maggio 1933 – Napoli, 28 giugno 2018) è stato un architetto italiano, autore di diverse opere di notevole rilevanza e docente di Progettazione Architettonica alla Facoltà di Architettura dell'Università di Napoli Federico II. È stato candidato radicale per le elezioni regionali della Basilicata nel 2013.

## La sua opera

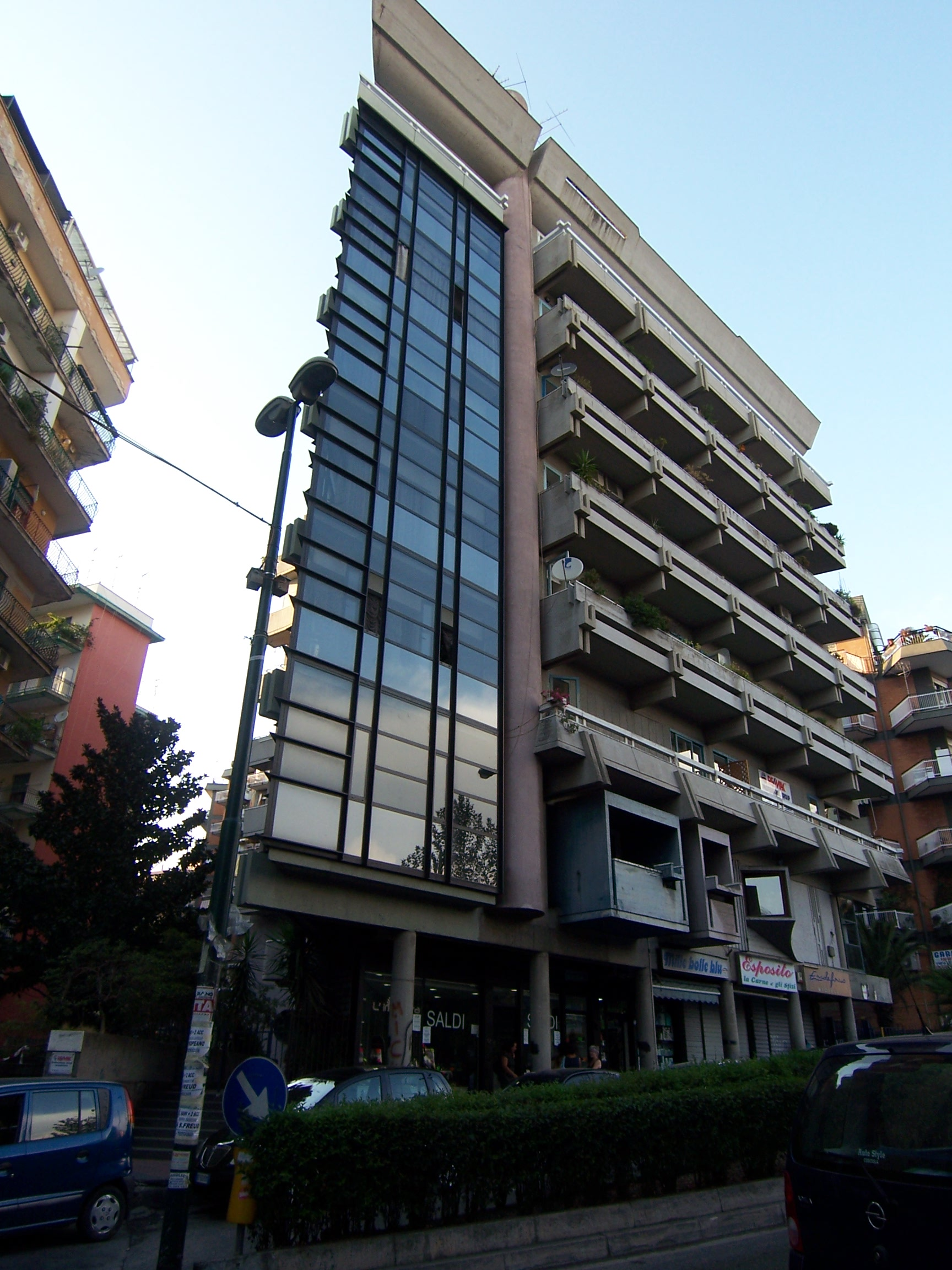
Edificio residenziale di via San Giacomo dei Capri, al Rione Alto di Napoli

Il suo lavoro di architetto ha seguito il cammino dell'Architettura organica di Frank Lloyd Wright, ma non ha tralasciato anche altre fonti d'ispirazione come l'espressionismo, il futurismo, il neoplasticismo, il costruttivismo, sempre, comunque, in stretto connubio con in temi del Movimento Moderno ed all'interno di quei variegati sviluppi del Razionalismo Italiano. La sua architettura è tra le più originali nel contesto contemporaneo e si realizza attraverso l'articolazione dei volumi intorno ad un nucleo centrale, che vengono quasi esplosi all'esterno come da una forza centrifuga, seppur all'interno di un rigoroso controllo geometrico e strutturale.
Partecipò regolarmente alla rubrica radiofonica Overshoot su Radio Radicale con Enrico Salvatori sui temi relativi al territorio, all'urbanistica, all'ambiente e alla storia dell'architettura e le politiche urbanistiche.
Sottolineò spesso la necessità di "rottamare la spazzatura edilizia post-bellica priva di qualità e non antisismica, attraverso un masterplan vertebrale e un sistema di trasporti intermodale che tenga conto anche delle questioni dell'ambiente".

## Opere principali
- Edificio residenziale in via San Giacomo dei Capri, Napoli
- Complesso parrocchiale di Santa Maria della Libera, Portici, Napoli
- Casa dei lavoratori portuali, Napoli
- Complesso residenziale Piazza Grande, Napoli
- Piano urbanistico ed edifici a Bisaccia, Avellino
- Stazione di Moregine della Circumvesuviana a Castellammare di Stabia